# Лиепая
Ли́епая (на латвийски: Liepāja; до края на 1918 – Либа́ва, на немски: Libau) е град в Западна Латвия на брега на Балтийско море. Административен център на Лиепайски район.

## История
Първото му споменаване е от 1253 г. Придобива статут на град на 18 март 1625 г.

## География
Лиепая е разположена в зона с умерен морски климат. Главен фактор, оказващ влияние на времето, е близостта на незамръзващо море, което дава мека зима и прохладно лято (при постоянни пронизващи крайбрежни ветрове). Има военноморска база.
Трети по население град в страната с 86 264 жители през 2000 г. Етнически състав на населението (към 2000 г.): 48% – латвийци, 52% – рускоезични, от тях 36% са руснаци.

## Известни личности
Родени в Лиепая
- Марис Верпаковскис (р. 1979), футболист
- Кристапс Порзингис (р. 1995), баскетболист
- Анастасия Севастова (р. 1991), тенисистка
- Михаил Цвик (1893-1941), журналист
- Лина Щерн (1878-1968), неврофизиоложка

Родени в Лиепая
- Александър Абрамович (1888-1972), разузнавач